# Incidente aereo di Sigonella
L'incidente aereo di Sigonella è un disastro aereo avvenuto il 12 luglio 1984, alle ore 14.45, quando un Lockheed C 141-B "Starlifter" dell'US Air Force precipitò nella vicinanze del lago Biviere, alle porte di Lentini in provincia di Siracusa.

## Dinamica
L'aereo, decollato dalla vicina base di Sigonella, doveva raggiungere Nairobi, in Kenya, o, secondo alcuni, la base di Diego Garcia nell'Oceano Indiano. L'aereo cadde in contrada Sabuci-San Demetrio vicino al lago del Biviere; la zona dell'impatto venne transennata e, per una quarantina di giorni, la vicina SS 194, che collega Catania a Ragusa, fu interdetta al traffico.
L'inchiesta venne sottratta dagli americani alle autorità italiane e l'episodio fu indagato esclusivamente della stessa US Air Force. Secondo la ricostruzione della commissione d'inchiesta statunitense, dopo il decollo da Sigonella il motore numero 3 dell'aereo si sarebbe gravemente danneggiato, e alcuni residui sarebbero finiti nel motore numero 4, causandone a sua volta la rottura. I detriti sarebbero stati proiettati anche nel vano di carico, innescando l'incendio di un pallet contenente vernice. Secondo le analisi tossicologiche svolte sui corpi dell'equipaggio, infatti, l'incendio sviluppò un denso fumo velenoso, che peraltro rese impossibile il controllo del velivolo. I piloti vennero trovati intossicati da una dose letale di vapori di cianuro prima dell'impatto e, di conseguenza, 198 secondi dopo il decollo, l'aereo iniziò una brusca virata e poi precipitò. Dalle testimonianze dei soccorritori e dei testimoni dell'epoca si ricava la presenza delle fiamme e il fatto che la temperatura attorno al luogo dell'impatto fosse molto elevata.
In seguito a questo incidente, vennero aggiunti occhiali di protezione anti-fumo alle maschere di ossigeno di emergenza dell'equipaggio.

## Sviluppi della vicenda

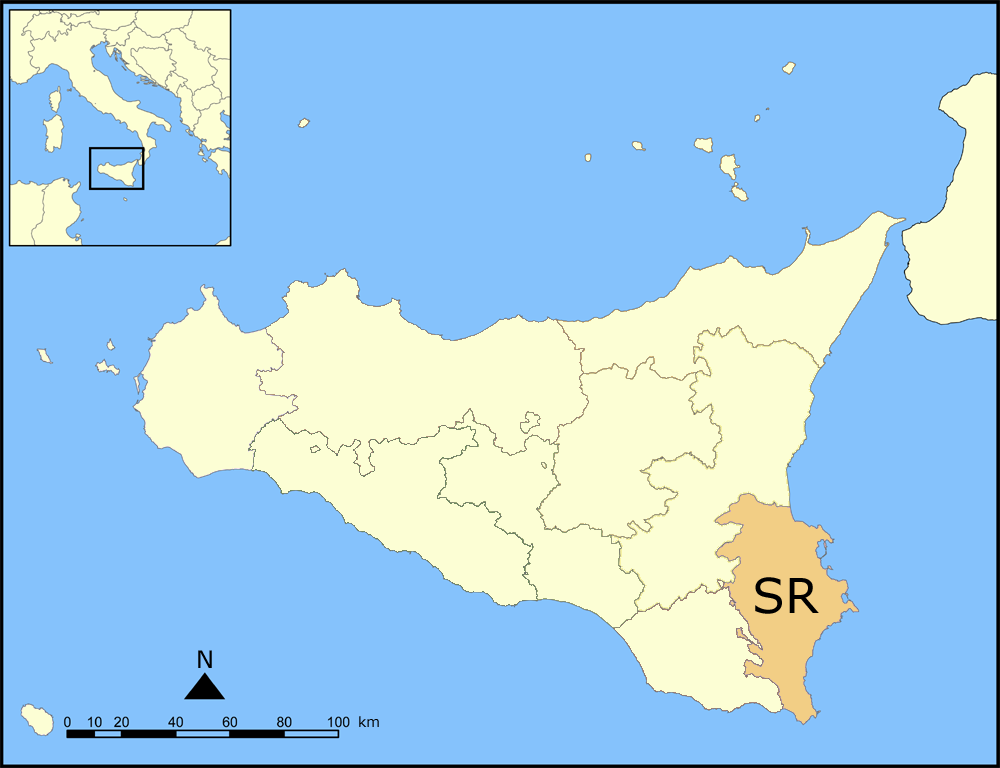
Incidente di Sigonella: l'aereo precipita nella zona settentrionale della provincia di Siracusa, nei pressi di Lentini

Del caso si è ripreso a parlare all'inizio del 2007, in un'assemblea del comune di Lentini. Nel corso della seduta è stata illustrata l'ipotesi che l'aereo precipitato alle porte del paese trasportasse diverse centinaia di chili di uranio impoverito come contrappeso per la stabilità del volo.. Tale tesi è stata proposta da un biologo e docente di genetica molecolare all'Università di Messina, il professor Elio Insirello,, studioso anche delle conseguenze provocate dall'uso di armi batteriologiche, il quale ha spiegato come per circa un mese dallo schianto sia stato prelevato uno strato di terreno nella zona interessata dall'incidente, procedura che viene di solito attuata per decontaminare le zone colpite da radioattività. A tal scopo furono presentate denunce avvalorate da ricerche specifiche e testimonianze più o meno dirette di seppellimenti in contrada Serravalle.

## Probabili conseguenze dell'incidente
Diversi documenti disponibili in internet sostengono una elevata incidenza di casi di leucemia nel comprensorio di Lentini, Francofonte, Carlentini e Scordia; incidenza che è di circa tre volte maggiore rispetto alla media nazionale., con particolare riferimento ai bambini da 0 a 4 anni e agli anziani, entrambi di sesso maschile.
Gli studi del professor Elio Insirello mettono in evidenza una compatibilità tra l'uranio impoverito e le patologie che si sono sviluppate a Lentini negli anni seguenti. A sostegno della sua tesi, il biologo adduce anche la correlazione tra il tempo trascorso dall'incidente e l'entità delle patologie tumorali che, in caso di contaminazione radioattiva, si manifestano dopo 5, 10 anni. Proprio tra il 1992 ed il 1995, a Lentini, si è osservato un anomalo aumento di patologie leucemiche.
La magistratura ha dunque acquisito le dichiarazioni del professore per approfondire questa vicenda e verificare un possibile nesso tra l'incidente e le cause per le quali si sia registrata, nell'area di Lentini, la più alta percentuale di mortalità infantile da tumore d'Italia.